# José María Todd
José María Todd (Salta, Virreinato del Río de la Plata, 1809 - Salta, Argentina, 1894) fue un militar y político argentino, gobernador de la provincia de Salta.

## Guerra del Brasil y guerras civiles
Hijo de un boticario de origen escocés, se enroló como oficial en el ejército que formaba su tío, el gobernador Juan Antonio Álvarez de Arenales, para la última campaña al Alto Perú. A órdenes del entonces coronel Paz pasó al ejército que luego participaría en la Guerra del Brasil. En la Batalla de Ituzaingó sufrió graves heridas, incluyendo un golpe de esquirlas en el rostro del que quedó desfigurado, y le tocó presenciar la muerte del coronel Manuel Besares —ubicado junto a él— decapitado por una bala de cañón. La gravedad de las bajas fue causada al parecer, por la insistencia del general Alvear en ordenar a Paz que atacase una posición imposible.
Llegó en 1829 a Buenos Aires para formar en las fuerzas del general Juan Lavalle, poco después de que este derrocase al gobernador Manuel Dorrego. Participó en la campaña contra los federales de Buenos Aires en 1829 y después de la caída de Lavalle se empleó en una tienda.
Volvió a la provincia de Salta en 1832 y se dedicó al comercio en Cachi y La Poma. Más tarde volvió a la actividad militar y tuvo una destacada participación en la Coalición del Norte, en la que se le reconoció el grado de coronel. Luchó bajo las órdenes de Lavalle en su campaña de La Rioja y en la Batalla de Famaillá. Al igual que muchos otros oficiales vencidos, se exilió en Bolivia después de la derrota y muerte de su jefe.
En el año 1845 pasó a la provincia de provincia de Corrientes, uniéndose al ejército del general Paz. No obstante, tras el fracaso de la revolución de este contra el gobernador Joaquín Madariaga, se exilió en Brasil.
Se trasladó más tarde a Bolivia, donde permaneció hasta el año de 1856, cuando decidió regresar a Salta. Formó de inmediato en el Partido Federal, al que ya pertenecían los exgobernadores Manuel Solá y Miguel Otero, ambos exmiembros de la Coalición del Norte. Ocupó los cargos de presidente de la legislatura provincial y de gobernador interino.

## Gobernación de Salta
En agosto de 1861 fue elegido gobernador, en reemplazo del unitario Anselmo Rojo, y nombró ministros a Juan Pablo Saravia y Gumersindo Ulloa. Al enterarse de las victorias obtenidas por Antonino Taboada y José María del Campo, dos unitarios de Santiago del Estero y Tucumán, respectivamente, se preparó para defenderse de la inminente invasión.
Se arrogó entonces los poderes que la constitución reservaba al presidente de la Nación, impuso el estado de sitio y suprimió entonces los partidos políticos, autorizando solo el de la Constitución que, lógicamente, identificaba con su propio partido. Al salir a campaña contra los unitarios, colocó el bastón del mando en manos de la imagen del Señor del Milagro, en la Catedral de Salta. Para ridiculizarlo, sus opositores dijeron que había nombrado gobernador a la imagen sagrada. Además, dirigió algunas operaciones contra la invasión unitaria.
Al ignorar la desaparición de la Confederación Argentina tras la Batalla de Pavón, se negó a ser desplazado, tal vez creyendo en las ofertas de paz de los unitarios porteños —que en dos meses habían desplazado a ocho gobernadores. Como los «liberales» locales se exaltaban y amenazaban con pedir a Taboada que los invadiera, huyó a Jujuy en marzo de 1862. Así, los unitarios —es decir, los miembros del «Club Libertad»— ocuparon la Casa de Gobierno y, armados de fusiles, reemplazaron a todo el personal civil. En una elección limitada, unos 300 miembros de este partido eligieron como gobernador a Anselmo Rojo, en nombre de todo el pueblo de la provincia.

## Exilio y muerte
Tras un largo exilio, regresó a Salta en 1870 y volvió a dedicarse al comercio, disfrutando así de una relativa tranquilidad, que se interrumpió varias veces cuando fue acusado —e incluso arrestado, en ocasiones— por orden de los Uriburu. Escribió unos Recuerdos de Salta y de la Guerra del Brasil, que posteriormente volvió a publicar muy extendidos, con el título de Recuerdos del Ejército de Operaciones contra el Emperador del Brasil, pieza que resultaría muy valiosa en el estudio de esa guerra.
Falleció en Salta, a los 85 años, el 11 de julio de 1894.